# Pilviškiai

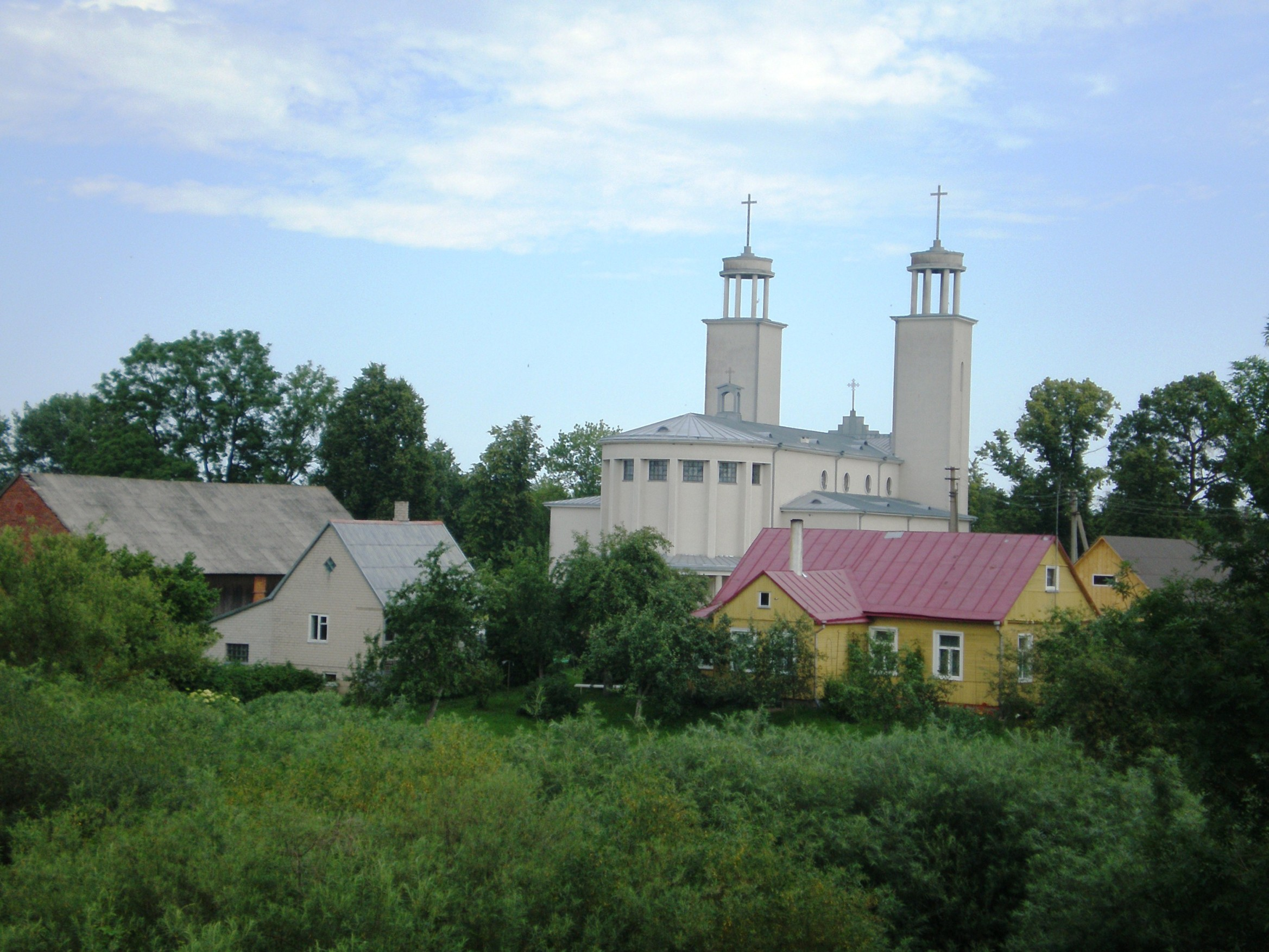
Katholische Kirche

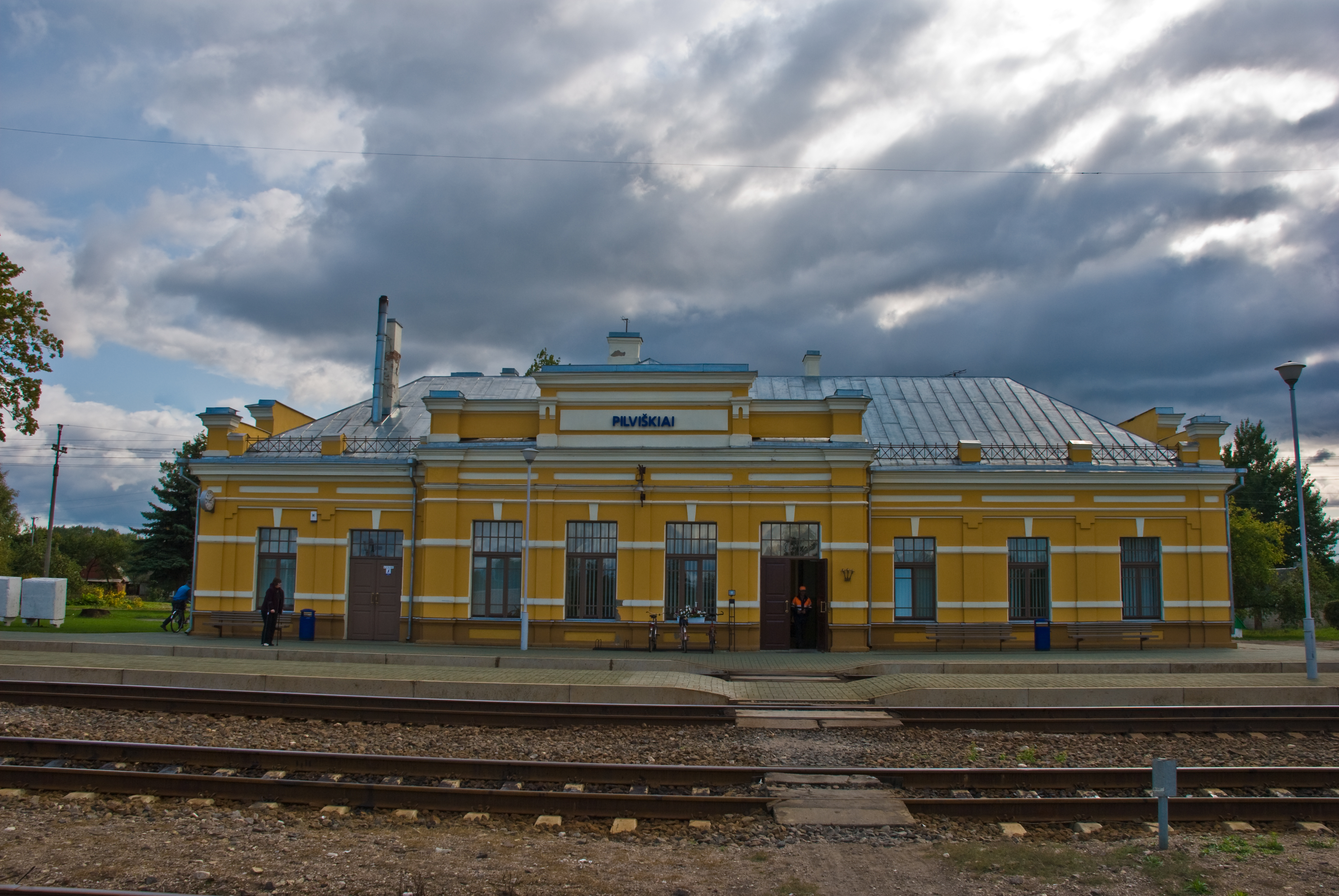
Bahnhof Pilviškiai

Pilviškiai ist ein „Städtchen“ (litauisch miestelis) im Nordosten von der litauischen Stadt  Vilkaviškis, in der Nähe der Eisenbahnstrecke Kaunas-Kybartai. Der Ort ist das Zentrum der Ältestenschaft (Amtsbezirk Pilviškės) der Rajongemeinde Vilkaviškis. Hier leben 2305 Einwohner (Stand 2011). In Pilviškės gibt es die katholische Dreifaltigkeitskirche (seit 1947), eine  methodistische Kirche, ein  Santakos-Gymnasium Pilviškės, eine Bibliothek und die Post (LT-70085). Es gibt auch ein Unternehmen der litauischen Unternehmensgruppe Kauno grūdai (hier wurde ein Elevator gebaut), am Tonvorkommen befindet sich eine Tonlagerstätte.

## Geschichte
Das Dorf Pilviškės  wurde im 16. Jahrhundert gegründet. Das war der Beginn der Überquerung des Sudauen-Waldes am Zusammenfluss von Pilvė und Šešupė. Durch Pilviškiai ging eine Straße von Kaunas nach Preußen. 1536   erhielt der Ort  Magdeburger Rechte laut dem Vorrecht der Königin Bona Sforza.

## Personen
- Vincas Dvaranauskas (1871–1966), Professor
- Samuel Białobłocki (1888–1960), Hebraist
- Kazys Grinius (1899–1965), Soldat
- Bronius Babkauskas (1921–1975), Schauspieler
- Zita Zokaitytė (* 1950), Literatin